# 1984 год в авиации
Список событий в авиации в 1984 году.

## События
- 21 февраля — через 14 часов и 2 минуты после взлёта из Нью-Йорка, пилот Air France Патрик Фуртик (фр. Patrick Fourticq) и его помощник, гонщик Henry Pescarolo, приземлили свой самолёт Piper Malibu в Париже, установив мировой рекорд для транс-Атлантического полёта на одномоторном самолёте.
- 22 июня — начала коммерческие полёты авиакомпания Virgin Atlantic Airways.
- 30 июня — первый полёт спортивно-пилотажного самолёта Су-26 (Евгений Фролов). Первый в мире спортивный самолёт, изначально рассчитанный на эксплуатационную перегрузку в 12g.
- 14 августа — открыт Музей Военно-Транспортной Авиации в г. Иваново.
- 16 августа — первый полёт прототипа ATR 42-300.[1]
- 17 августа — первый полёт одной из модификаций Су-25, штурмовика Су-25Т
- 3 сентября — первый взлёт с трамплина палубного самолёта Су-27К
- 6 октября — первый полёт аргентинского самолёта FMA IA 63 Pampa
- 11 октября — крушение самолёта Ту-154 в Омске
- 1 ноября — начало полётов American Eagle Airlines
- 29 ноября — первый полёт патрульного самолёта Ан-72П[2]

## Персоны

### Скончались
- 4 апреля — Олег Константинович Антонов, советский авиаконструктор, доктор технических наук (1960), профессор (1978).
- 1 июня — Архип Михайлович Люлька, советский учёный и конструктор авиационных двигателей, академик АН СССР, руководитель ОКБ им. А. М. Люльки.
- 12 июля — Капрэлян, Рафаил Иванович, Герой Советского Союза (15 мая 1975), заслуженный лётчик-испытатель СССР (23 сентября 1961), мастер спорта СССР международного класса (1969), подполковник.